# Петерс, Евгений Борисович
Евгений Борисович Петерс (1892 — 1922) — герой Первой мировой войны, участник Белого движения на Юге России, полковник Дроздовского стрелкового полка.

## Биография
Православный. Из дворян. Сын преподавателя гимназии. Был студентом Императорского Московского технического училища.
С началом Первой мировой войны поступил во 2-ю Московскую школу прапорщиков, по окончании которой 2 февраля 1915 года был произведен в прапорщики. Состоял в 269-м пехотном Новоржевском полку, где с 13 июля 1916 года был командиром 8-й роты. Произведен в подпоручики 16 августа 1916 года, в поручики — 24 сентября того же года. Удостоен ордена Святого Георгия 4-й степени
За то, что, будучи в чине поручика, в бою 22 октября 1916 года при наступлении полка на выс. 1223 и 1356 (Лесистые Карпаты), оценив важное значение высоты 1385, по собственному почину во главе своей роты под сильным огнем противника поднялся по отвесным скалам на эту высоту и стремительным штыковым ударом сбил противника. Захват выс. 1385 значительно облегчил выполнение полку задачи по овладению выс. 1223 и 1356 и всей оборонительной линией противника, так как наши части, направленные с выс. 1385, выходили во фланг и тыл противника.
Произведен в штабс-капитаны 22 декабря 1916 года. На 31 июля 1917 года — в том же чине в том же полку.
В Гражданскую войну участвовал в Белом движении на Юге России в составе Добровольческой армии и ВСЮР. В январе 1919 года капитан Петерс — командир роты Дроздовского полка, на 30 декабря того же года — командир 1-го батальона 1-го Дроздовского полка. В Русской армии — в том же полку до эвакуации Крыма, полковник. Награждён орденом Св. Николая Чудотворца
За то, что 15 июля 1920 года во время упорных боев под г. Ореховым, он, командуя 1-м батальоном искусным маневром дав втянуться противнику в город, окружил наиболее стойкие части, составленные из красных курсантов и почти полностью уничтожил их. Затем отбил сильную атаку 2-го полка курсантов и перейдя сам в атаку, нанес им полное поражение, чем вывел их окончательно из боя на долгое время.
Галлиполиец. Застрелился в 1922 году в болгарском Севлиево после смерти любимой девушки. Полковнику Петерсу посвящена одна из глав книги «Дроздовцы в огне».

## Награды
- Орден Святой Анны 4-й ст. с надписью «за храбрость» (ВП 4.07.1916)
- Орден Святого Станислава 3-й ст. с мечами и бантом (ВП 21.07.1916)
- Орден Святого Станислава 2-й ст. с мечами (ПАФ 7.02.1917)
- Орден Святого Владимира с мечами и бантом 4-й ст.
- Орден Святого Георгия 4-й ст. (ПАФ 31.07.1917)
- Орден Святителя Николая Чудотворца (Приказ Главнокомандующего, № 3705, 7/20 октября 1920)